# 速度過沖
速度過沖是半導體電子元件中的現象，是指半導體裡的载流子在各極之間的轉換时间小於發射一個光學聲子所需時間。因此其速度會超過飽和電子速率（最快會到飽和電子速率的三倍），會造成較快的场效应管或双极性晶体管切換。若一般的场效应管其閘極寬度小於100 nm時，此特性會很明顯。
速度過沖現象時，是指電荷載子暴露在外部電場下時，電荷載子會因外部電場大幅加速，一直到散射過程減緩其速度並擴大速度分佈為止。

## 彈道集極電晶體
彈道集極電晶體（ballistic collection transistor）刻意造成速度過沖，並因此提昇其特性，因此稱為彈道集極電晶體。